# 長崎県立長崎北陽台高等学校
長崎県立長崎北陽台高等学校（ながさきけんりつながさきほくようだいこうとうがっこう,英: Nagasaki Prefectural Nagasaki Hokuyodai High School）は、長崎県西彼杵郡長与町高田郷（こうだごう）に所在する公立高等学校。
略称は「北陽台」。
かつて総合選抜試験を行っていた長崎五校と呼ばれる学校の中の一つである。

## 設置課程・学科
全日制課程
- 普通科
- 文理探究科
- 理数科

## 校訓
- 二綱 - 自学・創造
- 三領 - やさしく・きびしく・たくましく

## 校章
- スクールカラーは「青」。
- 中央に「高」の文字。全体の形は太陽の輝きを表す。
- 四つの曲線部は学校を囲む四方の山を図案化したものであり、また若人の鋭さと弾力性に富む特性を表す。内側に形どられた四つの鋭い光は、厳しい教育を表す。

## 校歌
- 作詞 - 山本健吉[1]
- 作曲 - 團伊玖磨

※ 歌詞は3番まであり、学校周辺の「琴ノ尾」、「長与」などが歌詞中に登場する。校名は入っていない。
1番の「五月待つ花橘に昔の香今もただよふ」は、古今和歌集｢五月待つ花橘の香をかげば昔の人の袖の香ぞする｣の歌を踏まえている。

### 惜別譜
- 作詞・作曲 - 森繁久弥（俳優）

※ 歌詞は4番まである。
※ 森繁久弥と長崎北陽台高校の元PTA副会長が知り合いということで実現。1981年（昭和56年）の総合落成式で講演者として森繁久弥が来校し、卒業しても酒を飲みながら歌える歌を作ろうと自ら作詞・作曲をして贈呈した。

## 沿革
- 1979年（昭和54年）
  - 3月 - 開校に備え、長崎東・長崎西[2]・長崎南・長崎北の4高校と総合選抜試験を実施。
  - 4月1日 - 長崎県立長崎北陽台高等学校（現校名）が開校。普通科を設置。長崎五校がそろう。
- 1981年（昭和56年）- 総合落成式を挙行。森繁久弥を招待し、記念講演会を実施。
- 1989年（平成元年）- ラグビー部が全国高等学校ラグビーフットボール大会（花園）に初出場。
- 1994年（平成6年）- 野球部、夏の第76回全国高等学校野球選手権大会に長崎代表として初出場ベスト8。
- 1995年（平成7年）- 総合選抜制度が一部改変。
  - 総合文科コースと総合理数コースを1学級ずつ開設し、受験者が直接北陽台高校を選べるようにした。
  - 推薦入試を実施。
- 2002年（平成14年）3月 - この時の入試をもって、総合選抜試験を廃止。最後の総合選抜試験となった。
- 2003年（平成15年）
  - 3月 - 総合選抜の廃止に伴い、単独選抜入試を開始。一般入試での面接試験を開始。総合文科コースと総合理数コースを廃止。
  - 4月1日 - 理数科を設置。
- 2009年（平成21年）11月13日 - 森繁久弥[3]死去に伴い、北陽台高校で追悼式を執り行う。
- 2015年（平成27年）‐ 35回生2年次から修学旅行を国内からシンガポール・マレーシアの海外修学旅行に変更して実施。(コロナ感染拡大に伴い、41〜43 回生は県内または国内で実施。⇒2024年の44回生2年次よりシンガポールへの海外修学旅行が再開。)
- 2023年（令和5年）4月1日 - 普通科（6学級）、理数科（1学級）を普通科（5学級）、文理探究科（2学級）に改編[4]。
- 2025年3月　理数科閉科
- 2025年4月　制服が新調

## 学校行事

### 1学期
- 4月 - 始業式、入学式、歓迎レクリエーション
- 5月 - 合唱コンクール、PTA総会
- 6月 - 高総体、生徒会役員選挙、定期試験
- 7月 - オープンスクール、校内競技大会、終業式、三者面談
- 8月 - 平和学習（9日 長崎原爆の日）

### 2学期
- 8月末 - 開始式
- 9月 - 体育大会、文理探究科発表会、定期試験（～10月）
- 10月 - 芸術鑑賞会
- 11月 - 開校記念日（2日）、文化祭（凧あげ大会）
- 12月 - 三者面談、健脚くらべ、終業式

### 3学期
- 1月 - 大学入試共通テスト、高校特別選抜
- 2月 - 定期試験、高校一般選抜、同窓会入会式
- 3月 - 卒業式、高2修学旅行、校内競技大会、終業式・離任式

＊文理探究科は、11月の研修旅行をはじめ、大学との連携による研修等が多彩にある。また、年度によって学校行事の日程は変更になるため、詳細は学校HPを参照すること。

## 部活動

### 運動部
- 陸上競技部
- 卓球部
- テニス（硬式）部
- 野球部
- 剣道部
- 登山部
- バレーボール部
- バスケットボール部
- ラグビー部
- バドミントン部
- 弓道部
- ハンドボール部
- サッカー部

### 文化部
- 生物部
- 数理科学部
- 英会話部
- 吹奏楽部
- 合唱部
- 写真部
- 放送部
- 美術部
- 文芸部
- 家庭部
- 茶道部

## 部活動の活動成績

### 登山部
登山部は、1981年（昭和56年）1月に男子が、昭和58年に女子が創部（過去の生徒会誌引用）。男子は1981年（昭和56年）の県高校総体、女子は昭和58年の県新人戦より出場。1992年（平成4年）の宮崎で行われたインターハイで男子が団体男子で優勝して以来、1995年（平成7年）の鳥取大会での男子種目縦走で優勝。2003年（平成15年）に長崎開催の長崎ゆめ総体で男子（種目縦走）が優勝、女子が準優勝と揃ってメダルを獲得。翌2004年には島根大会で女子が初優勝を果たすなど、男女とも全国有数の強豪校として長年に渡りインターハイで好成績を残し、校内の中庭に優勝記念のプレートが設置されている。
2025年8月現在、男子は県高校総体20大会連続優勝中、県新人戦18連覇中（ともに最多記録更新中）、九州大会9大会連続優勝中である（優勝回数は、県高校総体36回、県新人戦34回、九州大会24回、全国大会通算8回）。また、女子は県高校総体7大会連続優勝中、県新人戦9連覇中、九州大会6大会連続優勝、全国大会２連覇中である（優勝回数は県高校総体26回、県新人戦30回、九州大会17回、全国大会4回）。また、女子は過去に県新人戦19連覇（1987年（昭和62年）～2005年（平成17年））を記録したことがあるが、2006年（平成18年）の県新人戦から部員不足により出場できず、連覇が途切れる。しかし、2016年（平成28年）度より部員が入部して活動再開。2018年度の三重インターハイに久々に出場し、翌2019年度の宮崎インターハイで2位。2022年度の香川インターハイで18年ぶり優勝、2024年度の福岡インターハイで2年ぶり3度目の優勝、そして、2025年度の広島インターハイで2年連続優勝を果たした。
インターハイ上位入賞（6位入賞）を収めた年は以下の通り。

#### 男子
- 優勝 - 2019年（令和元年）、2017年（平成29年）、2014年（平成26年）、2010年（平成22年）、2007年（平成19年）、2003年（平成15年　種目縦走）、1995年（平成7年　種目縦走）、1992年（平成4年）
- 準優勝 - 2015年（平成27年）、2005年（平成17年）
- 3位 - 2022年（令和4年）、2013年（平成25年）、2006年（平成18年）、1999年（平成11年）
- 4位 - 2018年（平成28年）、2012年（平成24年）
- 5位 - 2024年（令和6年）、2008年（平成20年）、2001年（平成13年　種目縦走）、1996年（平成8年）
- 6位 - 1997年（平成9年）

#### 女子
- 優勝 - 2025年（令和7年）、2024年（令和6年）、2022年（令和4年）、2004年（平成16年）
- 準優勝 - 2019年（令和元年）、2003年（平成15年）、1996年（平成8年）、1995年（平成7年）、1986年（昭和61年）
- 3位 - 2006年（平成18年）、2002年（平成14年）、2001年（平成13年）
- 4位 - 2023年（令和5年）
- 5位 - なし
- 6位 -1998年（平成10年）、 1997年（平成9年）

### ラグビー部

#### 出場歴
- 1989年（平成元年）に花園初出場。
- 1991年（平成2年）に花園2度目の出場。
- 1994年（平成6年）には3度目の出場にして決勝進出。神奈川県代表の相模台工に敗れ準優勝。以後、1998年（平成10年）まで連続5回出場。1995年（平成7年）にはベスト8進出。

#### その後
2001年（平成13年）、2003年（平成15年）、2005年（平成17年）、2007年（平成19年）に花園出場。2007年（平成19年）にはベスト4進出。また、2018年（平成30年）にはベスト8進出。これまでの実績から、高校ラグビー界では九州屈指の強豪として知られる。

### 野球部

#### 出場歴
1994年（平成6年）夏の第76回全国高等学校野球選手権大会に長崎県代表として初出場。好投手の松尾洋和（-慶應義塾大学-大阪ガス）を擁して関東一を2-0、宿毛を4-1、中越を3-2で破りベスト8に進出。準々決勝では、その後準優勝することとなる鹿児島県代表の樟南に5-14で敗れた。

#### 青い旋風
この野球部の快進撃は、スクールカラーと重ね合わされ「青い旋風」と称された。以後、同校の活躍には地元でよく用いられるフレーズとなっている。

### 生物部
自然豊かな山に学校が隣接した立地を活かした研究が得意である。近年では長崎大学水産学部や環境学部との繋がりがあるため、学外でのフィールドワークを行うこともある。少なくとも1982年から論文投稿・ポスター発表を行い、日本学生科学賞や全国高等学校総合文化祭などで結果を出している。

#### 1999年
第43回日本学生科学賞で入選１等「クロツバメシジミの研究」

#### 2000年
第44回日本学生科学賞で入選１等「トゲムネミヤマカミキリの研究（第１報）」

#### 2001年
- 第45回日本学生科学賞で入選３等「喜入土鳥黐と寄生する蛾の研究(1)」

#### 2007年
- 第51回日本学生科学賞で入選3等「長崎県多良山系におけるハナムグリ類の種間関係について(第１報) ～４つの視点から「すみ分け」を解折する～」

#### 2010年
- 第54回日本学生科学賞で全日本科学教育振興委員会賞「ハナムグリ亜科内の種間関係～クラスター分析でニッチを分類する～」

#### 2018年
- 第62回日本学生科学賞で入選１等「アラレタマキビの行動の研究 〜おんぶ行動の謎に迫る〜」

#### 2019年
- 第63回日本学生科学賞で入選１等「スガイに着生するカイゴロモの謎 - 定説　スガイ特異的な「基質特異性」は本当！？」

#### 2020年
- 第64回日本学生科学賞で入選２等「マキガイイソギンチャクの研究 - マキガイイソギンチャクとアラムシロの種間関係は「便乗」ではなく「相利共生」? 」

- 第65回日本学生科学賞で文部科学大臣賞「マツバクラゲの群体性ポリプの発見とその生活環について」

#### 2022年
- 第４５回全国高等学校総合文化祭ポスター発表で文化庁長官賞

- 第１１回高校生バイオサミットin鶴岡で山形県知事賞

- 第６５回日本学生科学賞県審査で最優秀賞

- 第２７回科学研究発表大会展示発表部門で最優秀賞受賞し全国大会出場「長崎の磯焼けを食い止めろ！」、優秀賞受賞し九州大会出場「２種のヒドロ虫の選択的着生に関する研究」、優秀賞受賞し九州大会出場「不思議！海産マリモ？」

#### 2023年
- 令和４年度春季水産学会高校生ポスター発表で優秀賞「マツバクラゲの群体性ポリプの発見とその生活環について」

- 第67回日本学生科学賞で入選１等「ウノアシガイの隠蔽擬態に関する研究 - ～白模様に隠された秘密～」

- 第４６回全国高等学校総合文化祭自然科学部門ポスター発表で文化連盟賞「長崎の磯焼けを食い止めろ！」

- 第６６回日本学生科学賞長崎県審査で最優秀賞「２種のヒドロ虫の選択的着生に関する研究」、「フトヘナタリの「表現型可塑性」に関する研究」

- 長崎県高等学校総合文化祭自然科学部門展示発表部門で最優秀賞受賞し九州大会出場「フトヘナタリの「表現型可塑性」に関する研究」、優秀賞受賞し九州大会出場「フトヘナタリの「木登り行動」に関する研究」

- 国際学生科学技術フェア（ISEF）への出場「フトヘナタリの『表現型可塑性』に関する研究」

## 制服
- 男子 - 学生服（学ラン）
- 女子 - ブレザー

（令和7年度入学生から新しい制服に変更）

## 同窓会
長崎県立長崎北陽台高等学校・同窓会
- 関東支部
- 関西支部
- 広島支部
- 福岡支部
- 佐世保（県北）支部

## 著名な出身者

### ラグビー選手
- 陣川真也 - ラグビー選手、明治大→神戸製鋼コベルコスティーラーズ
- 脊川穏 - ラグビー選手、明治大→中国電力レッドレグリオンズ
- 松本剛 - ラグビーレフリー、茨城大
- 吉原崇宏 - ラグビーレフリー、鹿屋体育大
- 高谷順二 - ラグビー選手、慶應大→サントリーサンゴリアス
- 小森光太郎 - ラグビー選手、同志社大→九州電力キューデンヴォルテクス
- 山崎雄希 - ラグビー選手、帝京大→コカ・コーラレッドスパークス
- 中尾隼太 - ラグビー選手、鹿児島大→東芝ブレイブルーパス
- 田辺雅文 - ラグビー選手、専修大→コカ・コーラレッドスパークス
- 平川隼也 - ラグビー選手、同志社大→ヤマハ発動機ジュビロ
- 朝長駿 - ラグビー選手、明治大→日野レッドドルフィンズ
- 村上大記 - ラグビー選手、筑波大→宗像サニックスブルース
- 長谷川寛太 - ラグビー選手、帝京大→コカ・コーラレッドスパークス→宗像サニックスブルース
- 岡﨑航大 - ラグビー選手、筑波大→静岡ブルーレヴズラグビー選手、早稲田大→静岡ブルーレヴズ
- 亀井茜風 - ラグビー選手、明治大→東芝ブレイブルーパス東京
- 山口泰輝 - ラグビー選手、帝京大→NTTドコモレッドハリケーンズ大阪

### その他
- 出岐雄大 - 陸上競技選手
- 江藤泰彦 - NHKアナウンサー
- Kana - 美術家
- ペヤンヌマキ - 劇作家、映画監督
- 林さやか - 元ローカルタレント

## その他
みんなのうたで放映されたGacktの「野に咲く花のように」はテレビ放映の映像に北陽台高校提供の写真が利用されている。これがきっかけで2006年（平成18年）度の卒業式にはGacktが自ら同校を訪れ、「野に咲く花のように」を熱唱した。

## スクールバス
通学時間帯には、滑石・大橋・長与ニュータウン・満永・時津・長浦などから北陽台高校敷地内までスクールバス（長崎バス）が運行されており、一般者も利用可能である。

## アクセス

### 最寄りの駅
- JR九州
  - 「高田駅」（こうだえき）から徒歩で約7分。

### 最寄りのバス停
- 長崎バス
  - 「北陽台高下」バス停で下車後、徒歩で約5分。敷地内に「北陽台高校前」バス停もある。
  - 長崎市街地から1番北陽台高下経由の「本川内」「琴の尾登口」「満永」「堂崎」「多良見大浦」行きのバスに乗車。

### 最寄りの県道
- 長崎県道33号長崎多良見線

## 周辺
- 高田川